# Pachydactylus gaiasensis
Pachydactylus gaiasensis este o specie de șopârle din genul Pachydactylus, familia Gekkonidae, descrisă de Steyn și Mitchell 1967.
Este endemică în Namibia. Conform Catalogue of Life specia Pachydactylus gaiasensis nu are subspecii cunoscute.